# UMZE Kamaraegyüttes
Az UMZE Kamaraegyüttes egy budapesti székhelyű kortárs zenei együttes.

## Az első korszak
Az UMZE több szakaszból álló történetének kezdetei 1911-re nyúlnak vissza.
Bartók Béla 1923-ban megjelent Önéletrajzában így emlékszik vissza az egyesület létrejöttére: „…az újabb zenekari műveink tökéletlen módon kerültek előadásra: nem volt megértő dirigensünk, sem pedig megfelelő zenekarunk. Mikor a harc már kiéleződött, egynéhány fiatal zenész, köztük Kodály és magam is egy Új Magyar Zene Egyesületet iparkodtunk alapítani (1911-ben). E vállalkozás fő célja önálló hangversenyzenekar szervezése volt, amely mind a régi, mind az újabb, sőt, a legújabb zenét is tisztességes módon hozta volna előadásra.”
A szervezet történetének első fejezetét számos ellentmondás és nehézség övezte. 1911. április 8-án az Aurora című folyóirat számolt be elsőként az Új Magyar Zene Egyesület megalapításáról. A Bartók Béla, Kodály Zoltán, Buttykay Ákos, Demény Dezső, Kacsóh Pongrác, Kovács Sándor és Weiner Leó nevéhez főződő egyesület célkitűzései első sajtónyilatkozataik alapján nem egyértelműek. Míg az előbb említett legelső közlemény a magyar szerzők műveinek autentikus, meggyőző előadásmódját hangsúlyozta, egy héttel később a Zeneközlönyben Kovács Sándor, az egyesület titkára legfontosabb törekvésüknek egy új, magas színvonalú zenekar létrehozását jelölte meg. Egy május 1-jén a Zeneközlönyben napvilágot látott cikkben a magyar zenei kultúra ápolását és fejlesztését – ismeretterjesztő előadások szervezését és egy zenei könyvtár létrehozását – nevezték meg legfőbb célként, a szervezet július 15-ei, szintén a Zeneközlönyben publikált nyilatkozata szerint pedig „új és ritkán hallható zenék bemutatása” volt az elsődleges programjuk. Miközben az egymásnak ellentmondó nyilatkozatok az UMZE belső konfliktusairól árulkodnak, az indulás nehézségeihez hozzájárult az is, hogy a kulturális minisztérium végül nem biztosította az induló vállalkozás remélt támogatását, és emiatt – a koncertek számát és az előadó-apparátust illetően – változtatniuk kellett a terveiken. Az 1911/12-es évadban a meghirdetett öt hangversenyből csak három valósulhatott meg, melyeknek végül a programja sem egészen a kezdeti elképzeléseiknek megfelelően alakult. Bartók Busonival folytatott levelezése azt mutatja, hogy a zeneszerzőnek a legfőbb célja 1911 júniusától az volt, hogy az UMZE a magyar közönséggel az új magyar műveken kívül a legmodernebb európai zenét is megismertesse. A nemzetközi zeneélethez való kapcsolódási törekvést jelzi, hogy az első koncertre Bartók magát Busonit is meghívta előadóként, az egyesület akkori titkára, Balabán Imre pedig Schönberget igyekezett meggyőzni arról, hogy lépjen be a szervezetbe. Erőfeszítéseik azonban nem vezettek eredményre, ezek közül végül egyik sem valósult meg. A repertoár és az előadók újratervezésével az első koncertre 1911. november 27-én a Royal szálló nagytermében került sor. Az esten Bartók Couperin-, Rameau- és Scarlatti-darabokat, valamint Beethoven Righini-variációit játszotta, emellett a zeneszerző néhány népdalfeldolgozása is elhangzott Róna Dezső és a komponista tolmácsolásában. 1911. december 12-én, a második UMZE-esten Bartók Debussy-, Weiner- és Ravel-műveket zongorázott, Heim Emma pedig Muszorgszkij-, Reger- és Wellesz-dalokat énekelt Balabán Imre kíséretével. A koncerteket övező csekély érdeklődés és a kevésbé lelkes kritikák miatt a Rózsavölgyi kiadó kiszállt a szervezet támogatói közül, így a két soron következő – 1912. január 12-ére és február 12-ére tervezett – hangverseny végül nem került megrendezésre. Bartók csalódottságában lemondott elnöki tisztségéről (a többiek unszolására végül tiszteletbeli elnöke maradt a társaságnak), és az utolsó, március 22-ei koncerten már nem is vett részt. Ezen az esten kizárólag magyar szerzők ősbemutatói – Selden-Góth, Zágon, Molnár, Fenyves, Radnai, Weiner, Kodály, Balabán kompozíciói – csendültek fel. A Pesti Hírlap ugyan még recenziót közölt egy 1914. január 15-ei UMZE-koncertről is, az feltehetően már csak a fiatal zeneszerzők új darabjainak műsorra tűzésével kapcsolódott az eredeti vállalkozáshoz, egyesület ugyanis 1912-ben beszüntette a működését.
Hosszú szünet után, 1930 decemberében egy rendkívüli közgyűlésen az UMZE újjáalakult. Az új alapszabály szerinti céljukkal – a „jelenkori magyar és külföldi zeneszerzők értékes alkotásainak ismertetése itthon és külföldön” – az ISCM (International Society for Contemporary Music) keretébe kapcsolódva, annak magyarországi szakosztályát képezve kezdték meg működésüket Kadosa Pál vezetésével. 1932 és 1938 között évente 3-5 koncertet szerveztek a Fészek Művészklubban, majd a Fodor Zeneiskolában. A számos hazai alkotás – többek közt Farkas, Jemnitz, Kadosa, Kósa, Kuti, Seiber, Szelényi, Veress művei – mellett külföldi szerzők (Berg, Chávez, Cowell, Honegger, Maconchy, Roldán, Ruggles, Varèse) darabjait is műsorra tűzték, volt tematikus est (1933. nov. 26. „Új magyar gordonkamuzsika”), Bartók ritkán hallott műveiből összeállított hangverseny (1934. január 3.), és 1936 januárjában elindultak az UMZE szemináriumának koncertjei. Az ISCM 1940-ben Budapestre szervezte volna nemzetközi fesztiválját és a közgyűlését, a háború azonban közbeszólt, az egyesület 1939-ben megszűnt, és csak 1945 őszén, a Magyar Zeneművészek Szabad Szakszervezetével együttműködve alakult ismét újjá, de az új lendület néhány 1946-ban megrendezett koncert után ismét hamvába holt.

## Az új korszak
Az UMZE története ötven évvel később, 1996 nyarán folytatódott. Rácz Zoltánban – egy darmstadti kurzusról hazatérve – fogalmazódott meg egy főként huszadik századi repertoárt játszó kamaraegyüttes létrehozásának gondolata. Az Ensemble Modern, a London Sinfonietta vagy éppen az Ensemble Intercontemporain mintájára olyan formációban gondolkodott, melynek szervezeti felépítése lehetőséget ad arra, hogy a művészek többféle összeállításban, vagy akár szólistaként is részt vehessenek egy-egy kompozíció megszólaltatásában. Egy olyan nyitott szellemiségű műhelyt képzelt el, melynek felkészültsége, magas színvonalú munkája azon felül, hogy tökéletesen megfelel a kortárs kompozíciók által támasztott zenei és technikai igényeknek, a szerzőket új művek megírására is inspirálja. Rácz Tihanyi Lászlóval és Wilheim Andrással konzultált a tervéről, a zeneszerző a muzsikusok kiválasztásában és a műsorok megtervezésében, a zenetörténész pedig a névválasztásban vállalt szerepet. Wilheim javaslatára végül egy olyan névben állapodtak meg, mely nemcsak a szellemi hagyomány felelevenítésére utal, hanem benne rejlik az a törekvés is, hogy – Rácz szavai szerint – „a minket megelőző korra építsük mai tevékenységünket”.
Az új formáció legelső koncertjén, 1997. október 9-én még a Budapesti Őszi Fesztivál kamaraegyütteseként – Fesztivál Ensemble néven – lépett fel (a Budapesti Fesztiválközpont zeneszerző-pályázatának díjnyertes műveit és Maurizio Kagel Orchestrion-Straat című kompozícióját játszották Tihanyi László vezényletével), UMZE Kamaraegyüttesként (szintén Tihanyival) pedig 1998. március 17-én debütált a zenekar – műsorán ősbemutatók és magyarországi premierek (Carl Ruggles, Sáry László, Dukay Barnabás, Christian Wolff és Eötvös Péter művei) szerepeltek.
Az együttes 1997 és 2005 között fenntartó nélküli, alkalmi társulatként működött, és bár rendszeres fellépője volt a Budapesti Tavaszi Fesztiválnak, a Budapesti Őszi Fesztiválnak és a szombathelyi Bartók Szemináriumnak, négy lemeze is megjelent és a hazai mellett a külföldi kortárs zenei életnek is megkerülhetetlen tényezője lett (többek között Avignon, Huddersfield, Bécs, Berlin és Karlsruhe fesztiváljain is részt vett), a folyamatos munka lehetősége, a hosszú távú tervezés és a szakmai építkezés mégsem volt garantált. Ezért amikor 2005-ben a magyar zenei élet 17 meghatározó szereplője (Batta András, Csalog Gábor, Dobszay László, Eötvös Péter, Jeney Zoltán, Keller András, Kovács Brigitta, Kurtág György, Ligeti György, Perényi Miklós, Rácz Zoltán, Rados Ferenc, Simon Béla, Szőllősy András, Tihanyi László, Vidovszky László és Wilheim András) újraalapította a zenekar mögé álló Új Magyar Zene Egyesületét, és a kulturális tárca támogatását is sikerült elnyerniük, új távlatok nyíltak a kamaraegyüttes életében.  Több sikertelen kísérlet után végre lehetőség adódott arra, hogy Bartókék kezdeményezése ezúttal tényleg gyökeret verjen a magyar zenei életben.  
Az UMZE nevéhez számos ősbemutató és hazai premier fűződik. Meghatározó külföldi szerzők – többek között Messiaen, Stockhausen, Reich, Lang, Widmann, Boulez, Varèse, Xenakis, Adès és Nono – darabjainak magyarországi bemutatásával sok esetben régi adósságot törlesztettek, emellett fontos szerepet vállaltak a magyar kortárs szcéna legfrissebb alkotásainak tolmácsolásában. Az idősebb generáció (Kurtág György, Eötvös Péter, Tihanyi László, Jeney Zoltán) műveinek premierje mellett a fiatalabbak (többek közt Balogh Máté, Dinyés Dániel, Gryllus Samu, Horváth Balázs, Tornyai Péter, Vajda Gergely, Varga Judit, Dargay Marcell, Futó Balázs és Szőcs Márton) legújabb kompozícióit is műsorra tűzték. Az ensemble történetének két fontos állomása volt 2009. január 31-én a New York-i Carnegie Hallban Kurtág Anna Ahmatova verseire komponált dalciklusának premierje, illetve 2022. március 6-án Eötvös Péter Fermata című kompozíciójának ősbemutatója. Koncertjeik számos esetben fontos évfordulókra épültek (tematikus esttel tisztelegtek pl. Olivier Messiaen, Karlheinz Stockhausen, Steve Reich, Louis Andriessen, Pierre Boulez, Lajtha László, Szőllősy András, Sáry László, Tihanyi László és Kurtág György művészete előtt), legnagyobb ilyen jellegű vállalkozásuk pedig az „Hommage à Ligeti” sorozat volt, melynek keretében 2006 és 2014 között – számos hazai és külföldi muzsikus közreműködésével – csaknem a teljes életművet bemutatták. Az együttes szívesen kooperál más kortárs zenei projektekkel: a Neue Oper Wiennel együttműködve két opera – Jörg Widmann Das Gesicht in Spiegel, és Leonard Bernstein A Quiet Place című művének – magyarországi bemutatóján is közreműködtek, illetve a Müpa és a BMC közös produkciójaként megrendezésre kerülő Új Magyar Zenei Fórum zeneszerzőverseny döntő-gálakoncertjein is ők szólaltatták meg a legjobbnak ítélt ensemble darabokat. 

### Az együttes tagjai
Ittzés Gergely, Bánki Berta, Duleba Lívia – fuvola, Horváth Béla, Belej Márton – oboa, Klenyán Csaba, Szűcs Péter – klarinét, Seleljo Erzsébet – szaxofon, Jankó Attila – fagott, Benyus János, Börzsönyi Máté – kürt, Pálfalvi Tamás, Horváth Bence – trombita, Gyivicsán György– harsona, Holló Aurél, Schlanger Tamás – ütőhangszerek, Razvaljajeva Anasztázia – hárfa, Mali Emese, Kiss Péter – zongora, Szalai András – cimbalom, Varga Oszkár, Osztrosits Eszter, Osztrosits Éva – hegedű, Bársony Péter, Tornyai Péter, Répászky Ágnes – brácsa, Szabó Judit, Zétényi Tamás – cselló, Gyetvai Gábor – nagybőgő

### Karmesterek
A legtöbb koncerten Rácz Zoltán, Tihanyi László, Eötvös Péter és Vajda Gergely dirigálta az együttest, de egy-egy alkalommal Kocsis Zoltán, Horváth Balázs, Serei Zsolt, Hámori Máté, Madaras Gergely és Hollókői Huba is közreműködött karmesterként.

### Művészeti vezető
1997-2018 között Rácz Zoltán, 2018 decembere óta Vajda Gergely. 

## Az egyesület
Az UMZE mai formájában 2005-ben jött létre, alapítói: Batta András, Csalog Gábor, Dobszay László, Eötvös Péter, Jeney Zoltán, Keller András, Kovács Brigitta, Kurtág György, Ligeti György, Perényi Miklós, Rácz Zoltán, Rados Ferenc, Simon Béla, Szőllősy András, Tihanyi László, Vidovszky László és Wilheim András. Az egyesület elnöke korábban Vidovszky László volt, ma Horváth Balázs, elnökhelyettesei Tihanyi László és Simon Béla. 

## Diszkográfia
- Eötvös Péter: Psalm 151 / Psy / Triangel (BIS Records 1999) BIS-CD-948
- Tihanyi László: Árnyjáték / Atte (BMC Records, 1999) BMC CD 027
- Melis László: Henoch apokalipszise (BMC Records, 2000) BMC CD 035
- Eötvös Péter: Intervalles-Intérieurs / Windsequenzen (BMC Records, 2003) BMC CD 092
- Ligeti György, Kurtág György: Ligeti and Kurtág at Carnegie Hall (BMC Records, 2011) BMC CD 162
- Vajda Gergely: Barbie Blue (BMC Records, 2012) BMC CD 202

## Forrás
- Az UMZE honlapja